# Ferruccio Tartuferi
Ferruccio Tartuferi (Fabriano, 31 ottobre 1852 – 31 agosto 1925) è stato un medico italiano.

## Biografia

### Primi anni
Ferruccio Tartuferi nasce il 31 ottobre 1852 a Fabriano, in provincia di Ancona, nelle Marche, e, benché la sua fu una vita dedita allo studio medico-scientifico che portò, tra l'altro, a numerose e di non poco conto scoperte, le notizie che lo riguardano risultano essere poche e pressoché inesistenti.
Ferruccio Tartuferi nel 1875 consegue la laurea presso la facoltà di Medicina e Chirurgia e, sotto la guida del Professor Carlo Reymond consolida le sue conoscenze presso i laboratori di Giulio Bizzozero e di Golgi. Tartuferi fu uno dei numerosi allievi di Camillo Golgi ed in particolar modo, lo seguì nel suo primo periodo di docenza insieme a Gian Battista Grassi (noto per gli studi sui parassiti intestinali), Giulio Rezzonico (noto per i suoi studi sulla guaina mielinica). In seguito egli stesso diverrà studioso delle eminenze bigemine e pioniere degli studi sulla struttura della retina.
Il 29 maggio 1881 viene letto ed approvato nell'adunanza il suo lavoro: Studio Comparativo del Tratto Ottico e dei Corpi Genicolati nell'uomo, nella scimmia e nei mammiferi inferiori nel quale mette a confronto l'anatomia macroscopica e microscopica di diverse specie per lo studio di quella parte delle vie ottiche che si trova subito al di sopra del peduncolo cerebrale, ove cessando di essere cordone compatto si spennella in fasci di fibre frammentati da sostanza cinerea.
Dopo essere entrato quindi a far parte dell'ambiente scientifico, grazie anche alle sue cognizioni clinico, anatomo ed isto-patologiche, ottiene nel 1884 la cattedra come professore ordinario di Oftalmoiatria e Clinica Oculistica presso l'università degli studi di Messina.
Nel 1886 partecipa al concorso a cattedra vinto però da Roberto Rampoldi. Tale vittoria fu però oggetto di critica ed infatti, Reymond scrisse a Golgi che il giudizio fu un errore ed un danno per la loro specialità ma anche per quanto spettava al Manfredi (…), a Tartuferi e ad Arnaldo Angelucci pur essi di molto superiori al Rampoldi.
Il concorso venne in seguito riaperto ed infine la commissione classificò i concorrenti secondo il seguente ordine: in prima posizione spiccava Manfredi seguito da Tartuferi che ottenne un punteggio pari a 49/50 ed infine Rampoldi al pari merito con Falchi.
Tartuferi nel frattempo, fu assunto come professore di Oftalmoiatria e Clinica Oculistica presso l'università di Bologna (1887). Diventa nello stesso anno direttore della medesima clinica fino al 1925. Contemporaneamente pubblicò le illustrazioni a colori della retina; il suo lavoro si basava su una fotografia tratta dagli archivi dell'università di Pavia, dove egli stesso lavorò.
In seguito, nel 1889, fu commissario del concorso a cattedra di oftalmoiatria e clinica oculistica dell'università di Messina.

### Contributi scientifici
Sviluppò un'indagine clinica su base anatomica e sperimentale, e su questa imperniò le sue mirabili e fondamentali ricerche nella branca che poi lo ebbe come Maestro. In questo stesso periodo pubblicò numerosi scritti, come lo studio sulla minuta struttura e cito-architettura della retina per il quale utilizzò il Metodo di Golgi (La reazione nera).
(F. Tartuferi)
A tal proposito fu il primo studioso ad applicare la reazione nera, definita anche come impregnazione cromoargentica, alla retina. Questa tecnica permetteva la perfetta visualizzazione delle cellule del tessuto nervoso. È detta anche reazione nera in quanto determina una colorazione nera del neurone e dei suoi organuli. Questo metodo fu messo a punto nel 1873 dal medico-chirurgo italiano Camillo Golgi, che lavorava nella Pia Casa degli Incurabili di Abbiategrasso e che era sempre stato impegnato nello studio del sistema nervoso(la sua tesi di laurea era stata curata da Cesare Lombroso). Consisteva nell'immergere pezzi macroscopici di sistema nervoso in una soluzione 2.5% di bicromato di potassio per un lungo periodo (da 1 fino ad oltre 50 giorni) ed in seguito in una soluzione 0.5-1% di nitrato di argento. Successivamente si esegue la disidratazione dei preparati (in genere con alcol etilico) e il loro taglio in sottilissime strisce di circa 100 micron di spessore (il taglio si esegue con il microtomo).
Tartuferi, grazie all'utilizzo della reazione nera, riuscì a dimostrare nella retina la presenza di due reticoli: uno a maglie finissime appartenente alle cellule di sostegno, l'altro costituito da estese anastomosi tra cellule orizzontali e tra terminazioni di fotorecettori che portano alla formazione di un esteso sincizio (rete sotto-epiteliale) formato dalle fibrille dei coni basilari delle fibre, dei coni, dalle fibrille a pennacchio, dalle cellule a pennacchio, dai processi terminali delle grosse cellule superficiali e dalle cellule stellate. Le fibrille di questa rete occupano le maglie del reticolo di sostegno.
Tartuferi descrisse dunque quattro tipi di cellule:
- Grosse cellule superficiali;
- Cellule stellate;
- Cellule a pennacchio;
- Spongioblasti del Muller.

Nello strato reticolare interno il Tartuferi distinse due reticoli diversi ed evidenziò come la reazione nera distinguesse, pure nello strato delle cellule gangliari, due varietà di cellule.
Questa descrizione si sovrappone, nell'analisi, all'attuale descrizione dell'anatomia microscopica della retina.
Dimostrò inoltre il setto ependimale delle lamine quadrigemine anteriori, lo confermò successivamente con altri metodi di colorazione e ne intuì le formazioni. Riconobbe per primo l'esistenza di connessioni cortico-tettali; dimostrò che le terminazioni del nervo ottico oltre che alla coppa cinerea vanno a quella parte superficiale e fibrosa del suo strato bianco cinereo superiore che ad oggi si chiama strato ottico; sostenne e provò, inoltre, l'appartenenza dello strato bianco cinereo nella sua parte profonda e lo strato sensitivo ascendente ai centri della visione.
Oltre gli studi che chiarirono l'anatomia e l'istologia della retina, Tartuferi diede ulteriori contributi con le ricerche sulle alterazioni delle mucose del dotto naso-lacrimale nelle dacriocistiti; dimostrò inoltre la presenza di fibre elastiche nella cornea sempre tramite l'uso dell'impregnazione metallica; pubblicò un lavoro sull'epitelio congiuntivale ed uno sulle alterazioni dell'angolo irideo nel glaucoma oltre a ricerche di ottica fisiologica.

### Gli ultimi anni
Questo periodo di così intensa attività sfociò, tuttavia, in un periodo di radicale pessimismo, dal quale Tartuferi non seppe risollevarsi. Difatti non riuscì a promuovere l'Istituto Oftalmico che egli stesso ideò e disegnò al fine di impartire un insegnamento degno delle sue qualità e conoscenze. Ciò nonostante lo vide finito e per quanto completo dei mezzi scientifici e didattici necessari. All'interno di questa clinica fece incidere una frase sic vos.. non vobis al fine di sottolineare i destinatari della clinica, i suoi successori.
Nonostante questi studi illuminanti egli andava contro le idee allora dominanti, quindi fu, al suo tempo, messo da parte. Dopo la sua morte, a dimostrare la sua genialità e la ragione delle sue ricerche molti ripresero le sue metodiche e, utilizzando le sue scoperte e le sue considerazioni, continuarono lo studio sul mondo della neurofisiologia e neuroanatomia delle vie ottiche, concludendo quello che da lui con grande dedizione e passione fu scoperto. Purtuttavia il suo nome non venne mai citato, ed oggi, poco conosciuti, i suoi studi e le sue pubblicazioni sono conservate in molte importanti biblioteche d'Italia.
Il 31 agosto 1925 venne a mancare una brillante mente che ha lasciato sicuramente un vuoto nella storia della medicina alla quale seppe dare molto senza che nulla gli venisse riconosciuto.
Con cuore ancora profondamente addolorato, io che gli fui vicino con animo affettuoso e vissi con Lui l'amarezza delle ultime sue giornate, rivolgo il mio pensiero al Maestro illustre, allo studioso tenace, felice di poter additare l'Uomo che oggi rimpiangiamo a coloro che amano veramente ed hanno il culto della scienza.»
(I. Biancini)

## Le Opere
- Sull'anatomia microscopica e sulla morfologia cellulare delle eminenze bigemine dell'uomo e degli altri mammiferi - Stab. Frat.lli Rechiedei - Milano, 1877
- Le eminenze bigemine anteriori ed il tratto ottico della talpa europea - Rivista sperimentale di Freniatria e Medicina legale - Reggio Emilia, 1878
- I corpi genicolati dei mammiferi studiati nei loro rapporti colle fibre del tratto ottico e nelle forme cellulari - Com. prev. fatta al Congresso di Freniatria di Reggio Emilia, 1880
- Contributo anatomico sperimentale alla conoscenza del nervo ottico e degli organi centrali dell'apparato della visione - Celanza & C. - Torino, 1881
- Studio comparativo del tratto ottico e dei corpi genicolati nell'uomo, nella scimmia e nei mammiferi inferiori - Reggio nell'Emilia, Tip. di S. Calderini e figlio, 1882*Studio sulla minuta struttura e citoarchitettura della retina - 1887
- Sull'anatomia della retina – archivio per le Scienze Mediche, Estr. da: Internationale Monatsschrift für Anatomie und Physiologie, v. 4., n. 10, Torino 1887
- Sull'impregnazione metallica che si ottiene coll'iposolfito di soda e col cloruro di argento - Tip. Gamberini e Parmeggiani - Bologna, 1893
- Oculistica: lezioni - Soc. ed. Universitas - Bologna, 1901
- Sull'anatomia patologica delle dacriocistiti catarrali e purulente croniche e sul raschiamento del canale Naso-lacrimale - Tip. Gamberini e Parmeggiani - Bologna, 1902
- L'istituto oftalmico e la clinica oculistica della R. universita di Bologna - Estr. da: Bullettino delle scienze mediche, Bologna, 1919
- Ricerche di fisiologia delle vie ottiche
- Studio sull'istologia dell'epitelio congiuntivale
- Studio sulle alterazioni dell'angolo irideo nel glaucoma
- Studio sulle connessioni cortico-tettali